# 袋帯

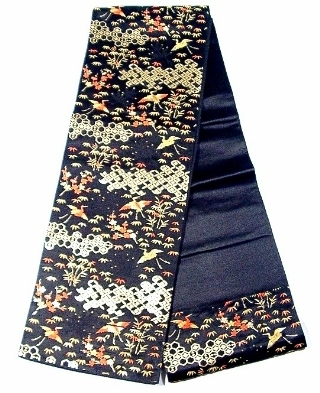
袋帯

袋帯（ふくろおび）とは日本で用いられる帯の一種。

## 概要
表も裏も模様のある丸帯を簡略化したもので、裏を無地にすることにより軽く織られた帯である。当初は袋状に織られたので袋帯と名づけられた。格の高い柄の織り帯は礼装用に、軽い柄の染め帯はお洒落用にと幅広い用途で用いられる。幅は約31cm(鯨8.2寸)、長さは4m17cm(1丈1尺)以上で、二重太鼓結びにする長さがある。振袖用の変わり結びもできる。
一般的に女性用の帯を指すが、男性用の角帯のうち袋状に織られたものも袋帯と称す。男性用では幅約10cmほどである。
また、半幅（鯨4寸）袋帯もある。
金糸銀糸を多く用いた袋帯は礼装、準礼装用に用いられ、金糸銀糸が控えめか使用しないものは洒落袋帯と呼ばれ、紬や小紋、付け下げ、色無地に合わせる。

## 種類

### 製作方法
製作方法により以下の種類がある。
本袋表と裏を袋状に織り上げたもの。表裏の耳の部分が繋がっている。
縫い袋表と裏を鯨8寸幅で別々に織り上げ、耳を縫い合わせて袋状にしたもの。
片縫い袋表と裏の部分を合わせて鯨16寸幅に織り上げ、幅半分に折って、耳を縫い合わせたもの。

### 模様付け
模様の付け方により以下の種類がある。
全通柄帯全体に模様がある帯。
六通柄全体の六割程度に模様がある帯。胴に巻くときの一巻き部分は隠れるのでその部分を無地にしたもの。
お太鼓柄お太鼓結びをしたときにお太鼓になる部分と前帯の部分のみに模様を付けた帯。昭和初期に考案された。

### 生地の技法
ほとんどが織りの技法を使った織り帯であるが、染め帯もある。
織りの技法としては、錦織、綴織、唐織、佐賀錦、紗など。

## 歴史
丸帯が重くて締めにくかったために、昭和初期に花柳界が袋帯を考案し、次第に一般に広がった。
昭和20年代（1950年頃）、第二次世界大戦後の呉服業界が、物不足の中考え出した新商品。

## 生産地
生産は、京都（西陣）。関連組合は、西陣織工業組合。

## 柄の種類と格
袋帯には様々な柄があるが、礼装に使用できる文様には以下がある。
正倉院文様東大寺正倉院に保存されている奈良時代の調度品にある文様のこと。獅噛文(しかみもん)、葡萄唐草文、狩猟文、鳥獣文、華文、蜀江文（しょくこうもん）など。
有職文様平安時代、官位をもつ人が位階により特定の文様を用いたことに由来する文様。立涌、亀甲、七宝など。
幾何学文様青海波、丸文、鱗など幾何学的な文様。
名物裂文様中国や南方からの渡来品で、茶器や書画の名物と呼ばれるものに付随して珍重されてきた文様。金襴、銀欄、緞子、間道、有栖川文様など。茶席などで好んで用いられる。
吉祥文様おめでたい意味の文様。中国古代の五行説や易の思想などに由来する。鶴、亀、鳳凰、松竹梅、四君子、扇、宝尽くしなど。
具象文様自然や生活用品などを具象的に描いた文様。雲、霞、遠山、草花など。
抽象文様抽象化されデザイン化された文様。